# Brewster's Millions
Brewster's Millions (titulada El gran despilfarro en España y Lluvia de dólares en Hispanoamérica) es una película producida por Lawrence Gordon y por Joel Silver, creada y dirigida por Walter Hill y estrenada por los estudios Universal en el año de 1985. Basada en la novela homónima escrita en 1902 por George Barr McCutcheon, es la séptima adaptación cinematográfica que se ha hecho de ella.

## Argumento
Brewster es un jugador de las ligas menores de béisbol. Aunque no lo conocía, un rico pariente suyo acaba de fallecer y, para probar que Brewster comprende el valor del dinero, le impone en su testamento la prueba de derrochar 30 millones de dólares en cosas inútiles en un mes, sin poder poseer al final de ese tiempo absolutamente nada de lo que haya gastado. Si tiene éxito, heredará otros 300 millones de dólares.
- Datos: Q229558